# Paul Dirac
Paul Adrien Maurice Dirac, född 8 augusti 1902 i Bristol, död 20 oktober 1984 i Tallahassee, Florida, var en brittisk fysiker, delaktig i att grunda kvantmekaniken, och en av dess största teoretiker.
Han tilldelades Nobelpriset i fysik 1933, (tillsammans med Erwin Schrödinger), för att 1928 ha förutsagt positronens existens genom att omforma Schrödingerekvationen och anpassa den till den speciella relativitetsteorin. Genom detta arbete definierade han Diracekvationen som alltså är den relativistiska motsvarigheten till Schrödingerekvationen. Positronen påvisades experimentellt först 1932.
Dirac skapade även bra-ket-notationen för kvanttillstånd samt introducerade Diracs delta-funktion och Diracs konstant. Han tilldelades Copleymedaljen 1952.

## Uppväxt
Paul Dirac växte upp i stadsdelen Bishopston, Bristol. Hans far Charles Dirac var invandrare från Monthey i kantonen Valais, Schweiz. Hans mor var ursprungligen från Cornwall och dotter till en sjöman. Paul hade en äldre bror, Félix, som begick självmord 1925, och en yngre syster, Béatrice. Hans tidiga familjeliv tycks ha varit olyckligt, på grund av faderns ovanligt stränga och auktoritära läggning. Paul utbildade sig först på Bishop Road Primary School och därefter på Merchant Venturers Technical College (senare Cotham School), där hans far var lärare i franska. Skolan var knuten till universitetet i Bristol, som betonade vetenskapliga ämnen och moderna språk. Detta var ett ovanligt arrangemang vid en tidpunkt, då gymnasieutbildning i Storbritannien fortfarande i hög grad ägnade sig åt klassikerna, men något som Dirac senare skulle uttrycka tacksamhet för.
Dirac läste elektroteknik vid University of Bristol och slutförde sin examen 1921. Han beslöt då att hans sanna kallelse låg i matematiska vetenskaper, och efter en fil kand i tillämpad matematik vid Bristol 1923, fick han ett stipendium för att forska vid St John's College, Cambridge. Där skulle han förbli under större delen av sin karriär. Vid Cambridge följde Dirac upp sitt nyvunna intresse för allmän relativitetsteori och det nya området kvantfysik, med Ralph Fowler som handledare.

## Akademisk karriär
Dirac hade lagt märke till en analogi mellan Poisson-parenteser (operatorn i Hamiltonmekanik)  i klassisk mekanik och de nyligen föreslagna kvantiseringsreglerna i Werner Heisenbergs matrisformulering av kvantmekaniken. Denna iakttagelse gjorde att Dirac kunde ställa upp kvantiseringsreglerna på ett nytt och mer givande sätt - kanonisk kvantisering. För detta arbete, som publicerades 1926, fick han sin doktorsexamen från Cambridge. 
Med Wolfgang Paulis arbete om icke-relativistiska spinnsystem som grund, föreslog han 1928 Diracekvationen som en relativistisk rörelseekvation för elektronens vågfunktion. Detta arbete ledde Dirac att förutsäga positronens existens, elektronens antipartikel, som han tolkade i termer av vad som kom att kallas Dirac-havet. Positronen observerades av Carl Anderson 1932. Diracekvationen bidrog också till att förklara ursprunget till kvantspinnet som ett relativistiskt fenomen. 
Behovet av fermioner, d.v.s. materia som skapas och förstörs i Enrico Fermis teori från 1934 om betasönderfall ledde dock till en omtolkning av Diracs ekvation som en "klassisk" fältekvation för varje punktlik partikel med spinn ħ/2, själv omfattad av kvantiseringsvillkor med antikommutatorer. Sålunda omtolkad som en (kvant)fältekvation, d.v.s. beskrivande kvarkar och leptoner, alltså alla de elementära materiepartiklarna, är Diracekvationen härvid lika central för teoretisk fysik som Maxwells, Yang-Mills och Einsteins fältekvationer. Dirac betraktas som grundaren av kvantelektrodynamiken, är den första att använda detta begrepp. Han presenterade också idén om vakuumpolarisering i början av 1930-talet. Detta arbete var avgörande för utvecklingen av kvantmekaniken bland nästa generations teoretiker, i synnerhet Julian Schwinger, Richard Feynman, Shinichiro Tomonaga och Freeman Dyson i deras utformning av kvantelektrodynamiken. 
Diracs ”The Principles of Quantum Mechanics”, publicerad 1930, är en milstolpe inom vetenskapshistorien. Den blev snabbt en av standardläroböckerna i ämnet och används än idag. I denna bok byggde Dirac samman tidigare arbeten av Werner Heisenberg på matrismekanik och Erwin Schrödinger inom vågmekanik till en enda matematisk formalism. I denna formalism beskrivs ett fysikaliskt systems möjliga tillstånd av vektorer i ett Hilbertrum. Mätbara storheter är kopplade till operatorer som verkar på vektorerna. Boken införde även Diracs delta-funktion. Efter sin artikel 1939, tog han också med bra-ket-notationen i den tredje upplagan av sin bok och bidrog därigenom till dess allmänna användning än idag.

## Syn på religioner
Werner Heisenberg erinrar sig ett vänligt samtal bland unga deltagare i 1927 års Solvay-konferens om Einsteins och Max Plancks syn på religion, där förutom Heisenberg, Wolfgang Pauli och Dirac deltog. Diracs bidrag var en bitande och tydlig kritik av religionens politiska manipulation, vilket blev mycket uppskattat för sin klarsynthet av Niels Bohr, när Heisenberg rapporterade det till denne senare. Bland annat anförde Dirac:
"Jag kan inte förstå varför vi ids diskutera religion. Om vi är ärliga - och det ska forskare vara - måste vi erkänna att religion är ett virrvarr av falska påståenden, utan grund i verkligheten. Själva idén om en Gud är en produkt av människans fantasi. Det är helt förståeligt varför primitiva människor, som var så mycket mer utsatta för den överväldigande naturens krafter än vi är idag, kan ha personifierat dessa krafter i fruktan och bävan. Men nu för tiden, när vi förstår så många naturliga processer, har vi inget behov av sådana lösningar. Jag kan inte för mitt liv se hur det på något sätt hjälper oss att postulera en allsmäktig Gud. Vad jag däremot ser är att detta antagande leder till sådana improduktiva frågor som varför Gud tillåter så mycket elände och orättvisor, de rikas utsugning av de fattiga och alla andra fasor, som denne kanske hade kunnat förhindra. Om religion fortfarande lärs ut, så är det inte alls för att dess idéer fortfarande övertygar oss, utan helt enkelt eftersom några av oss vill hålla de lägre klasserna lugna. Tysta människor är mycket lättare att styra än högljudda och missnöjda sådana. De är också mycket lättare att utnyttja. Religion är ett slags opium, som får en nation att invagga sig i önskedrömmar och på så vis glömmer de oförrätter som håller på att begås mot folket. Därför denna nära allians mellan dessa två stora politiska krafterna, staten och kyrkan. Båda behöver en illusion att en vänlig Gud belönar, i himlen om än inte på jorden, alla dem som inte har rest sig mot orättvisorna, som har gjort sin plikt lugnt och utan klagan. Det är just därför som den hederliga försäkran att ”Gud” är en ren produkt av människans fantasi, är stämplad som den värsta av alla dödssynder."
Heisenbergs uppfattning var tolerant. Pauli hade hållit sig tyst, efter några inledande anmärkningar, men när han slutligen blev tillfrågad om sin åsikt, sade han skämtsamt: "Ja, jag skulle nog säga att även vår vän Dirac har fått en religion och det första budet i denna religion är "Gud existerar inte och Paul Dirac är hans profet”." Alla brast i skratt, inklusive Dirac.
Dirac har dock vid annat tillfälle medgivit att "det som många anser har skapat världen använde vacker matematik".[källa behövs]

## Utmärkelser
Asteroiden 5997 Dirac är uppkallad efter honom.